# Corylophomyces peyerimhoffii
Corylophomyces peyerimhoffii är en svampart som först beskrevs av René Charles Maire, och fick sitt nu gällande namn av R.K. Benj. 1994. Corylophomyces peyerimhoffii ingår i släktet Corylophomyces och familjen Laboulbeniaceae.   Inga underarter finns listade i Catalogue of Life.